# 1936年ベルリンオリンピックのポロ競技
1936年ベルリンオリンピックのポロ競技（1936ねんロサンゼルスオリンピックのポロきょうぎ）について述べる。ポロは1928年と1932年のオリンピックでは行われなかったが、1936年ベルリンオリンピックで再び行われた。これを最後にポロはオリンピックでは行われていない。

## メダリスト
| 金                                                                            | 銀                                                                              | 銅                                                                 |
| アルゼンチン (ARG)Manuel Andrada Roberto Cavanagh Luis Duggan Andrés Gazzotti | イギリス (GBR)David Dawnay Bryan Fowler Humphrey Patrick Guinness William Hinde | メキシコ (MEX)Juan Gracia Julio Mueller Antonio Nava Alberto Ramos |

注: International Olympic Committee medal databaseにはこれらの選手のみがメダリストとして示されている。これらの選手は全員少なくとも1試合に出場した。控え選手はメダリストとして記録されていない。

## 参加国
各国8人が1つの代表としてエントリーすることができ、その全員に出場資格があった。
5の国から合計21人(*)が出場した。
- アルゼンチン (4 - チームは7人)
- ドイツ (4 - チームは6人)
- イギリス (4 - チームは6人)
- ハンガリー (5 - チームは8人)
- メキシコ (4 - チームは6人)

(*) 注:少なくとも1試合に参加した人のみをカウントしている。
数人控え選手がいたことがわかっている。
IOCはアメリカとインドも招待していた。

## 結果

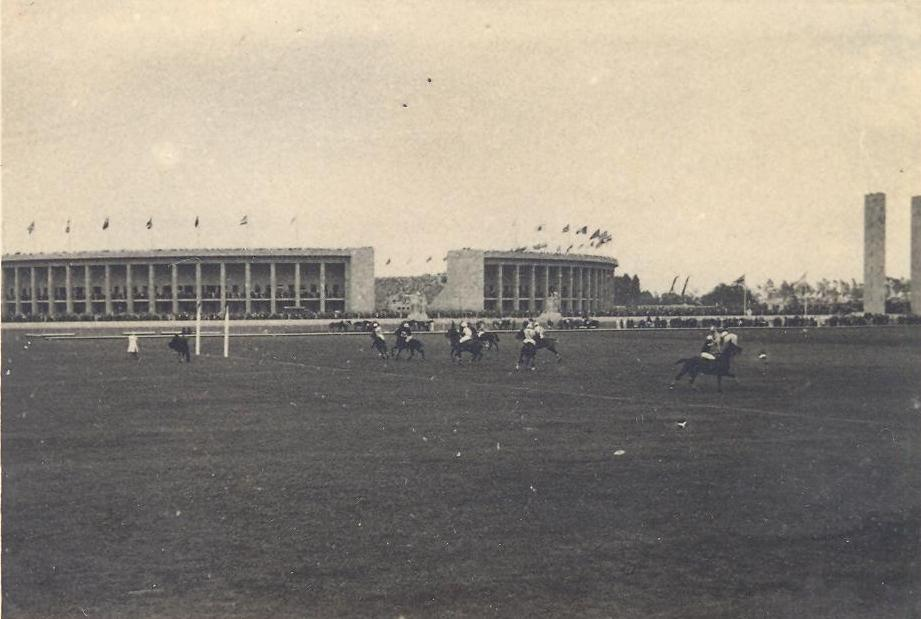
1936年夏のオリンピックのポロ競技

"strong teams"と"weak teams"の2つに分け、異なる方法で競技のスケジュールが組まれた。
Strong teams division:
8月3日: イギリス - メキシコ  13-11
8月5日: アルゼンチン - メキシコ  15-5
8月7日（決勝）: アルゼンチン - イギリス 11-0
Weak teams division:
8月4日: ハンガリー - ドイツ   8-8
再試合、8月6日: ハンガリー - ドイツ  16-6
3位決定戦
8月8日:  メキシコ - ハンガリー  16-2

## 結果まとめ

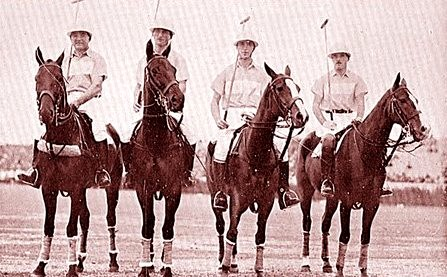
金メダルを獲得したアルゼンチン代表

| 順位 | 国 |
| ---- | --- |
| 1    | アルゼンチン (ARG) Luis Duggan Roberto Cavanagh Andrés Gazzotti Manuel Andrada Enrique J. Alberdi Diego Cavanagh Juan Nelson Juan Jose Reynal |
| 2    | イギリス (GBR) Bryan Fowler William Hinde David Dawnay Humphrey Guinness                                                                      |
| 3    | メキシコ (MEX) Juan Gracia Julio Mueller Antonio Nava Alberto Ramos Alfinio Flores Miguel Zabalgoitia Antonio Pérez Ortega                    |
| 4    | ハンガリー (HUN)Kálmán Bartalis István Bethlen Tivadar Dienes-Öhm Dezső Kovács Imre Szentpály                                                 |
| 5    | ドイツ (GER)Heinrich Amsinck Walter Bartram Arthur Köser Robert Miles ReinckeErich Ottens                                                     |